# Diradius pacificus
Diradius pacificus är en insektsart som först beskrevs av Ross 1940.  Diradius pacificus ingår i släktet Diradius och familjen Teratembiidae. Inga underarter finns listade i Catalogue of Life.